# Receptori spregnuti s G proteinom
Receptori spregnuti s G proteinom (GPCR), takođe poznati kao sedam-transmembranski domen receptori, 7TM receptori, heptaheliksni receptori, serpentinski receptori, i G protein-vezani receptori (GPLR), sačinjavaju veliku proteinsku familiju transmembranskih receptora koji reaguju na molekule izvan ćelije i aktiviraju unutrašnje puteve prenosa signala. Krajnji rezultat je ćelijski odgovor. Receptori spregnuti s G proteinom su prisutni samo kod eukariota, što obuhvata kvasac, hoanoflagelate, i životinje. Ligandi koji se vezuju i aktiviraju ove receptore su: na fotosenzitivna jedinjenja, mirisi, feromoni, hormoni, i neurotransmiteri. Oni variraju po veličini od malih molekula do peptida, i do velikih proteina. Receptori spregnuti s G proteinom imaju učešća u mnogim bolestima i stoga su biološka meta za preko 30% svih savremenih lekova. Nobelova nagrada za hemiju je 2012. dodeljenja Brajanu Kobilki i Robertu Lefkovicu za njihov rad koji je bio „presudan za razumevanje načina na koji receptori spregnuti s G proteinom funkcionišu“.
Postoje dva osnovna načina prenosa signala posredstvom receptora spregnutih s G proteinom:  signalni put i fosfatidilinozitolni signalni put. Kad se ligand veže za GPCR, on izaziva konformacionu promenu receptora, što omogućava receptoru da deluje kao faktor razmene guanin nukleotida (GEF). Nakon vezivanja liganda, GPCR može da aktivira vezani G-protein putem zamene za njega vezanog -a sa -om. G proteinska α podjedinica, zajedno sa vezanim GTP-om, se tada može disocirati od β i γ podjedinica i formirati interakcije sa intraćelijskim signalnim proteinima, ili direktno sa ciljnim funkcionalnim proteinima, zavisno od tipa α podjedinice.‍:1160

## Klasifikacija
Precizna veličina GPCR superfamilije je nepoznata. Oko 800 različitih ljudskih gena (ili ≈4% celokupnog protein-kodirajućeg genoma) je bilo predviđeno iz genomske analize sekvence. Mada su brojne klasifikacione šeme bile predložene, ova superfamilija se klasično deli u tri glavne klase (A, B i C). Između ovih klasa nema značajne aminokiselinske homologije. Daleko najveća među njima je klasa A, koja sačinjava skoro 85% GPCR gena. Od receptora klase A, preko polovine je predviđeno da kodira olfaktorne receptore, dok su ligandi preostalih receptora poznata endogena jedinjenja, ili su klasifikovani kao orfan receptori. Uprkos odsustva aminokiselinske homologije između klasa, svi GPCR receptori imaju zajedničku strukturu i mehanizam prenosa signala.
 receptori se mogu grupisati u šest klasa na osnovu aminokiselinske homologije i funkcionalne sličnosti:
- Klasa A (ili 1) (Rodopsinu-slični)
- Klasa B (ili 2) (Sekretinska receptorska familija)
- Klasa C (ili 3) (Metabotropni glutamat/feromon)
- Klasa D (ili 4) (Gljivični feromonski receptori)
- Klasa E (ili 5) (Ciklični AMP receptori)
- Klasa F (ili 6) (Uvojiti/Zaglađeni)

Velika rodopsin A grupa je podeljena u 19 podgrupa (A1-A19). Naknadno je jedan alternativni klasifikacioni sistem pod imenom GRAFS (Glutamat, Rodopsin, Adhezija, Uvojiti/Ukus, Sekretin) bio predložen.
Ljudski genom kodira skoro hiljadu G protein-spregnutih receptora, oko 350 od kojih detektuje hormone, faktore rasta, i druge endogene ligande. Približno 150 GPCR receptora ljudskog genoma nema poznatu funkciju.
Postoji više bioinformatičkih metoda za predviđanje  funkcije, kao i za njihovu klasifikaciju na osnovu aminokiselinske sekvence. Neki od njih koriste pristup pseudo aminokiselinske kompozicije.

## Fiziološke uloge
receptori učestvuju u širokom varijetetu fizioloških procesa. Primeri tih fizioloških uloga su:
- čulo vida: opsini koriste reakciju fotoizomerizacije za translaciju elektromagnetske radijacije u ćelijske signale. Rodopsin, na primer, koristi konverziju 11-cis-retinala u sve-trans-retinal za tu svrhu
- čulo mirisa: receptori mirisnog epitela (mirisni receptori) vezuju odorante i feromone (vomeronazalni receptori)
- regulacija ponašanja i raspoloženja: receptori u mozgu sisara vezuju više različitih neurotransmitera, kao što su serotonin, dopamin,  i glutamat
- regulacija aktivnosti imunskog sistema i inflamacije: hemokinski receptori vezuju ligande koji posreduju intercelularnu komunikaciju između ćelija imunskog sistema; receptori poput histaminskog receptora vezuju inflamatorne posrednike i dejstvuju na ciljne ćelijske tipove inflamatornog odgovora
- prenos signala autonomnog nervnog sistema: simpatički i parasimpatički nervni sistemi su regulisani GPCR putevima, odgovornim za kontrolu mnogih automatskih funkcija tela kao što su krvni pritisak, srčani puls i procesi varenja
- indikacija ćelijske gustine: nova GPCR uloga u regulaciji ćelijske gustine.

## Struktura receptora
receptori su integralni membranski proteini koji poseduju sedam trans-membranskih domena, ili transmembranskih heliksa. Ekstracelularni delovi receptora mogu biti glikozilirani. Te ekstracelularne petlje takođe sadrže dva visokokonzervirana cisteinska ostatka koji formiraju disulfidni most kojom se stabilizuje receptorska struktura. Neki od sedam-transmembranskih heliksnih proteina (kanalni rodopsin), koji podsećaju na GPCR receptore, mogu da sadrže jonske kanale, unutar svojih proteina.
Rani strukturni modeli GPCR receptora su bili bazirani na njihovoj slaboj analogiji sa bakteriorodopsinom, čija struktura je bila utvrđena putem elektronske difrakcije (2BRD, 1AT9) i Rendgenske strukturne analize (1AP9). 2000. godine, prva kristalna struktura  receptora sisara, goveđeg rodopsina (1F88), je bila rešena. Dok su glavne osobine, sedam transmembranskih heliksa, očuvane, relativna orijentacija heliksa je znatno različita od bakteriorodopsina. 2007. godine je prva struktura ljudskog GPCR receptora bila rešena: (2R4R, 2R4S). Tome je ubrzo sledila struktura visoke rezolucije istog receptora (2RH1). Za ljudsku GPCR strukturu β2-adrenergičkog receptora, se ispostavilo da je veoma slična goveđem rodopsinu u pogledu relativne orijentacije sedam-transmembranskih heliksa. Međutim konformacija druge ekstracelularne petlje je potpuno različita kod ove dve strukture. Pošto ta petlja sačinjava „poklopac“ koji pokriva vrh ligand vezujućeg mesta, ova konformaciona razlika je dobra ilustracija poteškoća u konstruisanju homolognih modela drugih GPCR receptora na osnovu strukture rodopsina.

## Strukturno-funkcioni odnosi
Struktura  receptora sadrži karakteristični ekstracelularni -terminus, čemu sledi sedam transmembranskih (7-TM) α-heliksa (TM-1 do TM-7) povezanih sa tri intracelularne (IL-1 do IL-3) i tri ekstracelularne petlje (EL-1 to EL-3), i konačno intracelularni -terminus. GPCR formira tercijarnu strukturu koja podseća na bure. Sedam transmembranskih heliksa formira šupljinu unutar ćelijske membrane koja služi kao ligand-vezujući domen, koji je često prekriven sa EL-2. Ligandi takođe mogu da se vežu na drugim mestima, kao što je slučaj sa glomaznijim ligandima (npr., proteinima, ili velikim peptidima) koji interaguju sa ekstracelularnim petljama, ili, kao što je to ilustrovano kod klase C metabotropnih glutamatnih receptora (mGluR), sa N-terminalnim domenom. GPCR receptori klase C se imaju pozamašan N-terminalni rep sa dobro definisanom tercijarnom strukturom. On sadrži ligand-vezujući domen. Nakon vezivanja glutamata za mGluR receptor, N-terminalni rep podleže konformacionoj promeni koja dovodi do njegove interakcije sa ostacima ekstracelularnih petlji i TM domenom. Krajnji efekat svih tipova agonist-indukovane aktivacije je promena relativne orijentacije TM heliksa (praćena uvijajućim kretanjem) To dovodi do povećanja intracelularne površine i otvaranja pristupa dodatnim aminokiselinskim ostacima TM domena koji su kritični za funkciju prenosa signala (npr. za interakciju sa G-proteom). Inverzni agonisti i antagonisti se mogu vezati na istom i nekoliko drugih mesta. Njihov efekat je sprečavanje stabilizacije TM heliksne orijentacije koja je podesna za prenos signala.
Struktura N- i C-kraja GPCR receptora može imati druge važne funkcije, pored vezivanja liganda. Specifično, C-terminus često sadrži serin (Ser) ili treonin (Thr) ostatke koji nakon fosforilacije, povećavaju afinitet intracelularne površine za vezivanje skeletalnih proteina, poznatih pod imenom β-arestini (β-arr). Jednom vezani, β-arestini sterno sprečavaju formiranje G-protein sprege, i mogu da regrutuju druge proteine što dovodi do stvaranja signalnih kompleksa koji učestvuju u aktivaciji  signalnog puta, ili receptorske endocitoze (internalizacije). Pošto se fosforilacija tih Ser i Thr ostataka često javlja usled GPCR aktivacije, β-arr-posredovano G-protein-razdvajanje i internalizacija GPCR receptora su važni mehanizmi desenzitizacije.
Još jedan zajednički strukturni motiv GPCR receptora je palmitoilacija jednog ili više mesta C-terminala ili intracelularnih petlji. Palmitoilacija je kovalentna modifikacija cisteinskih (Cys) ostataka putem adicije hidrofobnih acil grupa. Ona ima efekat usmeravanja receptora ka holesterolom i sfingolipidom bogatim mikrodomenima membrane plazme koji se nazivaju lipidni splavovi. Kako su mnogi nizvodni transduktorski i efektorski molekuli GPCR receptora (u šta se uvrštavaju i oni koji učestvuju u negativnim povratnim signalnim putevima) takođe usmereni ka lipidnim splavovima, neto efekat palmitoilacije je veoma brza receptorska signalizacija.
 receptori odgovaraju na ekstracelularne signale koji su posredovani velikim brojem različitih agonista, od proteina do biogenih amina do protona. Svi oni prenose signal mehanizmom G-proteinske sprege. To je omogućeno prisustvom faktora razmene guanin-nukleotida, koji je domen formiran kombinacijom intracelularnih petlji IL-2, IL-3 i obližnjih aminokiselinskih ostataka TM heliksa.

## Mehanizam
G protein-spregnuti receptor se aktivira spoljašnjim signalom u obliku liganda ili nekog drugog signalnog medijatora. To uzrokuje konformacionu promenu receptora, te dolazi do aktivacije G proteina. Dalji efekat zavisi od tipa G proteina.

### Vezivanje liganda
receptori obuhvataju receptore za senzorne signalne posrednike (npr., svetlo i mirisni stimulatorni molekuli); adenozin, bombezin, bradikinin, endotelin, γ-aminobuterna kiselina, faktor rasta hepatocita, melanokortini, neuropeptid Y, opioid peptidi, opsini, somatostatin, tahikinini, članovi familije vazoaktivnih intestinalnih peptida, i vazopresin; biogeni amini (npr., dopamin, epinefrin, norepinefrin, histamin, glutamat (metabotropni efekat), glukagon, acetilholin (muskarinski efekat), i serotonin); hemokini; lipidni medijatori inflamacije (npr., prostaglandini, prostanoidi, trombocit-aktivirajući faktor, i leukotrieni); i peptidni hormoni (npr., kalcitonin, C5a anafilatoksin, folikul-stimulišući hormone, gonadotropin-oslobađajući hormone, neurokinin, tireotropin-oslobađajući hormone, i oksitocin). GPCR receptori reaguju na stimulanse koji još nisu bili identifikovani su poznati kao orfan receptori.
Dok se kod drugih receptorskih tipova ligandi uglavnom vezuju sa spoljašnje strane membrane, GPCR ligandi se većinom vezuju unutar transmembranskog domena. Specijalan slučaj su proteazom-aktivirani receptori, koje aktivira odsecanje dela njihovog ekstracelularnog domena.

### Konformaciona promena
Transdukcija signala receptorom kroz membranu nije potpuno razjašnjena. Poznato je da je neaktivni G protein vezan za receptor u njegovom neaktivnom stanju. Nakon vezivanja liganda, receptor promeni konformaciju i tako mehanički aktivira G protein, koji se odvaja od receptora. Receptor može zatim bilo da aktivira još jedan G protein, ili da se vrati u svoje neaktivno stanje. Mada je ovo objašnjenje suviše pojednostavljeno, ono je dovoljno da odslika sveukupni set akcija.
Smatra se da je molekul receptora u konformacionom ekvilibrijumu između aktivnih i neaktivnih biofizičkih stanja. Vezivanje liganda za receptor može da pomeri ekvilibrijum ka aktivnom stanju receptora. Postoje tri tipa liganda: Agonisti su ligandi koji pomeraju ekvilibrijum u korist aktivnih stanja; inverzni agonisti su ligandi koji pomeraju ekvilibrijum u korist neaktivnih stanja; i neutralni antagonisti su ligandi koji ne utiču na ekvilibrijum. Još uvek nije poznato kako se egzaktno aktivna i neaktivna stanja međusobno razlikuju.

### G-proteinski ciklus aktivacije/deaktivacije
Kad je receptor neaktivan, GEF domen može biti vezan za jednu isto tako neaktivnu α-podjedinicu heterotrimernog G-proteina. G-proteini su trimeri α, β i γ podjedinica (poznatih kao Gα, Gβ i Gγ, respektivno) koje su neaktivne kad su reverzibilno vezane za Guanozin-difosfat (GDP) (ili alternativno, bez guanin nukleotida). One su aktivne kada su vezane za Guanozin-trifosfat (GTP). Nakon aktivacije receptora, GEF domen alosterno aktivira G-protein putem razmene molekula GDP za GTP na G-protein α-podjedinici. Ćelije održavaju 10:1 odnos citosolnog GTP:GDP tako da je razmena za GTP osigurana. Subsekventno se podjedinice G-proteina disociraju od receptora kao i međusobno da bi proizvele Gα-GTP monomer i čvrsto interagujući  dimer, koji su sad slobodni da moduliraju aktivnost drugih intracelularnih proteina. Do kog stupnja može da dođe do njihove difuzije, međutim, je ograničeno Gα palmitoilacijom i prisustvom glikozil-fosfatidilinozitol (GPI) molekula kovalentno dodatih na Gγ C-terminus. Fosfatidilinozitolni deo GPI molekula sadrži dve hidrofobne acil grupe koje učvršćuju GPI-vezane proteine (npr. Gβγ) za membranu plazme, i isto tako u određenoj meri, za lokalni lipidni splav. (Uporedite ovo sa efektom palmitoilacije na GPCR lokalizaciju diskutovanu iznad)
Zato što Gα takođe ima sposobnost spore  hidrolize, neaktivna forma α-podjedinice (Gα-GDP) se vremenom regeneriše, čime se omogućava reasocijacija sa Gβγ dimerom i formiranje “odmarajućeg” G-proteina, koji može ponovo da se veže za GPCR i čeka na aktivaciju. Brzina GTP hidrolize je često povišena akcijama jedne druge familije alosterno modulisanih proteina zvanih regulatori G-protein signalizacije, ili RGS proteini. Oni su tip aktivirajućeg proteina GTPaze, ili GAP. Poznato je da mnogi od primarnih efektorskih proteina (npr. adenilat ciklaze), koji postaju aktivirani/deaktivirani nakon interakcije sa Gα-GTP, takođe imaju GAP aktivnost. Na taj način, čak i u ovom ranom stupnju procesa, GPCR-inicirana signalizacija ima sposobnost samo-okončanja.

## signalizacija
Ako receptor u aktivnom stanju dođe u kontakt sa G proteinom, on može da ga aktivira. Postoji evidencija da su receptori i G proteini zapravo pre-spregnuti. Na primer, vezivanje G proteina za receptore ima uticaja na afinitet receptora za ligande. Aktivirani G proteini su vezani za .
Dalji prenos signala je zavistan od tipa G proteina. Enzim adenilat ciklaza je primer celularnog proteina koji može biti regulisan G proteinom, u ovom slučaju G proteinom . Adenilat ciklaza je aktivirana kad se veže za podjedinicu aktiviranog G proteina. Aktivacija adenilat ciklaze se okončava kad se G protein vrati u -vezano stanje.
Adenilat ciklaze, od kojih je kod ljudi poznato 9 formi vezanih za membranu i jedna citosolna forma, mogu takođe biti aktivirane ili inhibirane na druge načine, na primer putem vezivanja Ca2+/kalmodulina. Ovo može promeniti aktivnost tih enzima na aditivan ili sinergistički način uporedo sa G proteinima.
GPCR aktivirani signalni putevi su ograničeni primarnom sekvencom i tercijarnom strukturom GPCR receptora. One su ultimatno određene specifičnom konformacijom stabilizovanom datim ligandom, kao i dostupnošću transduktorskih molekula. Smatra se da GPCR receptori koriste dva primarna tipa transduktora: G-proteine i β-arestine. Pošto β-arestini imaju visok afinitet za fosforilisanu formu većine GPCR receptora, najveći deo prenosa signala je ultimatno zavistan od G-proteinske aktivacije. Međutim, ne dolazi do G-protein nezavisnog prenosa signala, jer uvek postoji mogućnost ostvarivanja oba tipa interakcija.

### G protein zavisna signalizacija
Postoje tri glavna G proteinom posredovana signalna puta. Oni su zavisni od četiri potklase G-proteina koje se međusobno razlikuju po homologiji sekvence (i). Svaka potklasa G-proteina se sastoji od više proteina, svaki od kojih je produkt više gena i/ili splajsnih varijacija što može da proizvede razlike koje se kreću od suptilnih do očiglednih u pogledu signalnih osobina, mada su generalno dosta dobro grupisane u okviru četiri klase. Zato što su osobine prenosa signala raznih mogućih βγ kombinacija međusobno slične, te klase su definisane na osnovu izoforme njihove α-podjedinice.
Dok većina GPCR receptora može da aktivira više od jednog Gα-podtipa, oni imaju preferenciju za jedan od podtipova. Kad je aktivirani podtip zavistan od liganda vezanog za GPCR, to se naziva funkcionalna selektivnost (koja je takođe poznata kao agonist-usmereno razmena, ili konformaciono specifični agonizam). Međutim, vezivanje bilo kog pojedinačnog agonista može takođe da inicira aktivaciju više različitih G-proteina, ukoliko on ima sposobnost stabilizovanja više konformacija GPCR  domena, čak i u toku jedne interakcije. Dodatno, konformacija koja preferencijalno aktivira jednu Gα izoformu može da aktivira neku drugu izoformu, ako je preferirani protein manje dostupan. Pored toga, putevi povratne sprege mogu da rezultuju u posttranslacionim modifikacijama receptora (npr. fosforilacijama), koje menjaju G-protein preferencije. Pored svih tih nijansi, uobičajeni GPCR parter je obično definisan na osnovu G-proteina koji je najočevidnije aktiviran endogenim ligandom pod fiziološkim i/ili eksperimentalnim uslovima.

#### signalizacija
1. Efektor cAMP i  puteva je ciklični adenozin monofosfat (cAMP) generišući enzim adenilat ciklaza, ili AC. Postoji deset različitih AC genskih produkata kod sisara, svaki od kojih je suptilno specifičan u pogledu tkivne distribucije i/ili funkcije. Svi oni katalizuju konverziju citosolnog adenozin trifosfata (ATP) u cAMP, i svi su direktno stimulisani G-proteinima  klase. U kontrastu s tim, interakcija sa Gα podjedinicama  tipa inhibira AC cAMP generisanje. Na taj način, GPCR receptori spregnuti sa  neutrališu akcije receptora spregnutih sa , i vice versa. Nivo citozolnog cAMP može da uslovi aktivnost raznih jonskih kanala, kao i članova familije Ser/Thr- specifičnih proteinska kinaza A (PKA). Is tih razloga cAMP se smatra sekundarnim glasnikom, i PKA sekundarnim efektorom.
2. Efektor  puta fosfolipaza C-β (PLCβ), koja katalizuje rascep za membranu vezanog fosfatidilinozitol 4,5-bifosfata (PIP2) u sekundarne glasnike inozitol (1,4,5) trifosfat i diacilglicerol (DAG). IP3 deluje na  receptore koji su locirani na membrani endoplazmatičnog retikuluma (ER) i pobuđuje oslobađanje  iz ER, dok DAG difuzuje duž membrane plazme gde može da aktivira bilo koju formu sekundarne Ser/Thr kinaze lokalizovane na membrani, takozvane proteinske kinaze  (PKC). Pošto su mnoge PKC izoforme takođe aktivirane povišenim nivoima intracelularnog , ova dva puta mogu međusobno da konvergiraju i prenesu signal istim sekundarnim efektorom. Povišeni intracelularni  se isto tako vezuje i alosterno aktivira kalmodulin proteine, koji nakon toga vezuju i alosterno aktiviraju enzime kao što su /kalmodulin-zavisne kinaze.
3. Efektori  puta su tri  proteina (p115-RoGEF, PDZ-RoGEF, i LARG), koji kad su vezani za  alosterno aktiviraju citosolnu malu GTPazu, . Jednom vezana za GTP, Ro može da aktivira razne proteine odgovorne za regulaciju citoskeletona, kao što je -kinaze (ROCK). Većina GPCR receptora koji se sprežu sa  takođe mogu da formiraju sprege sa drugim potklasama, često sa .

Gore dati opis ne uzima u obzir efekte –signalizacije, koji su takođe značajni, posebno u slučaju aktiviranog -spregnutog GPCR receptora. Primarni Gβγ efektori su razni jonski kanali, kao što su G-protein-spregnuti unutrašnje-ispravljajući K+ kanali (GIRK), /-, i N-tip od napona zavisni  kanali, kao i neke AC i PLC izoforme, zajedno sa pojedinim izoformama fosfoinozitid-3-kinaze.

### G protein nezavisna signalizacija
Mada se za G receptore misli da oni mogu samo da deluju zajedno sa G proteinima, GPCR receptori mogu da prenose signal mehanizmima nezavisnim od G-proteina. Heterotrimerni G proteini isto tako imaju funkcionalne uloge koje su nezavisne od GPCR receptora. GPCR receptori mogu da samostalno prenose signal posredstvom više tipova proteina, kao što su β-arestin, , i . Osim toga, dodatni skeletalni proteini koji učestvuju u GPCR subcelularnoj lokalizaciji (npr. PDZ-domen sadržavajući proteini) mogu takođe da deluju kao prenosnici signala. Efektori su najčešće članovi MAPK familije.

#### Primeri
Kasnih 1990-tih godina, dokazi su počeli da se akumuliraju da neki GPCR receptori imaju sposobnost prenosa signala bez G proteina. Za  mitogenom aktivirane proteinske kinaze, koje su ključni medijatori prenosa signala nizvodno od receptorske aktivacije u mnogim putevima, je bilo pokazano da se aktiviraju u odgovoru na  posredovanu aktivaciju receptora kod buđi iz mulja, uprkos odsustva spregnutih G proteinskih α- i β-podjedinica.
U ćelijama sisara, za ekstenzivno proučavani -adreno receptor je demonstrirano da aktivira  put nakon arestinom posredovanog raskida sprege G-proteinom posredovane signalizacije. Iz ovog sledi da su neki od mehanizama za koje se ranije verovalo da su isključivo vezani za desenzitizaciju receptora, zapravo primeri promene receptorskih puteva, a ne jednostavno njihovog isključivanja.
U ćelijama bubrega, za bradikinin receptor  je pokazano da interaguje direktno sa proteinskom tirozinskom fosfatazom. Prisustvo tirozin-fosforilisane  (imunoreceptor tirozin-baziranog inhibitornog motiva) sekvence u B2 receptoru je neophodno za njegovo posredovanje te interakcije i naknadno antiproliferativno dejstvo bradikinina.

#### -nezavisna signalizacija putem heterotrimernih G-proteina
Mada je to relativno nerazvijena oblast, postoje indikacije da heterotrimerni G-proteini mogu da učestvuju u GPCR-nezavisnom prenosu signala. Postoji evidencija o njihovoj ulozi prenosioca signala kod skoro svih drugih tipova receptorski posredovane signalizacije, poput integrina, receptorskih tirozinskih kinaza (RTK), citokinskih receptora, kao i za modulaciju raznih drugih „pomoćnih“ proteina kao što su , inhibitori disocijacije guanozin nukleotida (GDI) i proteinske fosfataze. Moguće je da postoje specifični proteini iz ove klase čija primarna funkcija je u okviru GPCR-nezavisnih puteva.

## iputevi
Postoje dva glavna načina prenosa signala u kojima učestvuju receptori spregnuti s G proteinom:  signalni put i fosfatidilinozitolni signalni put.

### signalni put
signalni prenos se sastoji od pet glavnih komponenti:
- stimulativni hormonski receptor (Rs), ili inhibitorni hormonski receptor (Ri)
- stimulativni regulišući G protein (Gs), ili inhibitorni regulatorni G protein (Gi)
- Adenilil ciklaza
- Proteinska kinaza A (PKA)
- fosfodiesteraza.

Stimulativni hormonski receptor vezuje stimulativne signalne molekule, dok inhibitorni hormonski receptor vezuje inhibitorne signalne molekule.
Stimulativni regulišući G protein formira interakcije sa stimulativnim hormonskim receptorom, i njegove podjedinice nakon aktivacije mogu da stimulišu aktivnost enzima, ili drugi intraćelijski metabolizam. Nasuprot tome, inhibitorni regulatorni G protein se spreže sa inhibitornim hormonskim receptorom i njegova α podjedinica nakon aktivacije može da inhibira aktivnost enzima ili drugi intraćelijski metabolizam.
Adenilil ciklaza je glukoprotein sa 12 transmembranskih heliksa. Ona katalizuje prelaz ATP-a u cAMP uz pomoć kofaktora 2+ ili 2+. Nastali cAMP je sekundarni glasnik u ćelijskom metabolizmu i alosterni aktivator proteinske kinaze A.
Proteinska kinaza A je važan enzim u ćelijskom metabolizmu. Ona ima sposobnost da reguliše ćelijski metabolizam putem fosforilacije specifičnih namenskih enzima u metaboličkom putu. Ona takođe može da reguliše izražavanje specifičnih gena, ćelijsku sekreciju, i membransku permeabilnost. Ovaj enzim sadrži dve katalitičke podjedinice i dve regulatorne podjedinice. Ovaj kompleks je neaktivan u odsustvu cAMP-a. Kad se cAMP veže za regulatorne podjedinice, menja se njihova konformacija i dolazi do disocijacije regulatornih podjedinica, čime se aktivira proteinska kinaza A i omogućavaju dalji biološki efekti.
 fosfodiesteraza je enzim koji može da razgradi cAMP do 5'-AMP-a, čime se okončava signal.

### Fosfatidilinozitolni signalni put
U signalnom putu fosfatidilinozitola, ekstracelularni signalni molekul se vezuje za receptor spregnut s G proteinom na ćelijskoj površini i aktivira fosfolipazu C, koja je locirana na ćelijskoj membrani. Lipaza hidrolizuje fosfatidilinozitol 4,5-bisfosfat u dva sekundarna glasnika: inozitol 1,4,5-trisfosfat i diacilglicerol. IP3 se vezuje za receptor u membrani glatkog endoplazmatičnog retikuluma i mitohondrija, čime pomaže otvaranje Ca2+ kanala. DAG pomaže aktivaciju proteinske kinaze C (PKC), koja fosforilizuje mnoge druge proteine, menjajući time njihove katalitičke aktivnosti, što dovodi do ćelijskog odgovora. Dejstvo Ca2+ jona je isto tako važno. Oni zajedno sa DAG-om aktiviraju PKC i mogu da dovedu do aktivacije CaM kinaznog puta, u kome kalcijum modulisani protein kalmodulin (CaM) vezuje 2+, podleže promeni konformacije, i aktivira CaM kinazu II. Ona ima jedinstvenu sposobnost povećanja svog afiniteta vezivanja za CaM putem autofosforilacije, što čini CaM nedostupnim za aktivaciju drugih enzima. Kinaza zatim fosforilizuje ciljne enzime, čime reguliše njihove aktivnosti. Ova dva signalna puta povezuje , koji je takođe regulatorna podjedinica adenilil ciklaze i fosfodiesteraze u cAMP signalnom putu.

## Regulacija receptora
Receptori spregnuti s G proteinom podložni su desenzitizaciji kad su izloženi njihovom ligandu tokom dužeg vremenskog perioda. Poznate su dve forme desenzitizacije:
- homologna desenzitizacija, pri kojoj je aktivirani GPCR proizvodi umanjeni odgovor, i
- heterologna desenzitizacija, gde aktivirani GPCR uzrokuje umanjenje odgovora drugih receptora.

Ključna reakcija ovog procesa je fosforilacija intracelularnog (ili citosolnog) receptorskog domena proteinskim kinazama.

### Fosforilacijazavisnom proteinskom kinazom
Proteinske kinaze A (od cikličnog AMP-a zavisne proteinske kinaze) se aktiviraju signalnim lancom koji počinje od aktiviranog G proteina posredstvom adenilat ciklaze i cikličnog AMP-a (cAMP-a). U mehanizmu povratne sprege, ove kinaze nakon aktivacije fosforilišu receptor. Što duže receptor ostaje aktivan, to se više aktiviraju kinaze, i utoliko više dolazi do fosforilacije receptora. Kod β2-adrenoreceptora, ta fosforilacija rezultuje u promeni sprege od  klase G-proteina do  klase.  posredovana fosforilacija može da uzrokuje heterolognu desenzitizaciju receptora.

### Fosforilacija posredstvom GRK kinaza
Kinaze receptora spregnutih s G proteinom (GRK) proteinske su kinaze koje fosforilišu GPCR receptore.
Fosforilacija receptora može da ima dve posledice:
1. Translokacija: Receptor se, zajedno sa delom membrane u kojoj je smešten, unosi u unutrašnjost ćelije, gde se defosforilizuje u kiselom okruženju vezikula[37] i zatim se vraća u membranu. Ovaj mehanizam se koristi za regulaciju dugotrajnog izlaganja, na primer hormonima. Alternativno, receptor može da podlegne lizozomalnoj degradaciji, ili da ostane internalizovan, u kom slučaju se smatra da učestvuje u inicijaciji signalizacije, priroda koje je zavisna od lokalizacije internalizovane vezikule.[36]
2. Vezivanje arestina: Fosforilisani receptor se može vezati za molekule arestina čime se sprečava vezanje za G proteine, te se efektivno isključuje tokom nekog vremenskog perioda. Tom mehanizmu se podvrgava na primer rodopsin u ćelijama retine tokom kompenzacije za izlaganje jakom svetlu. U mnogim slučajevima, vezivanje arestina za receptor je preduslov za translokalizaciju. Na primer, beta-arestin vezan za β2-adrenoreceptore deluje kao adapter vezivanja klatrina, i sa beta-podjedinicom AP2 (klatrin adapterskog molekula); tako da arestin ovde deluje kao osnova za montažu komponenti potrebnih za klatrinom posredovanu endocitozu β2-adrenoreceptora.[38][39]

### Mehanizmi terminacije GPCR signala
Kao što je gore napomenuto, G-proteini mogu da prekinu sopstvenu aktivaciju posredstvom njihovog unutrašnjeg  hidroliznog dejstva. Međutim, ta reakcija teče malom brzinom (≈0,02 puta/sekundi), tako da ako se izuzmu drugi faktori potrebno je oko 50 sekundi da se jedan G-protein deaktivira. Postoji oko 30 izoformi  proteina, koji kad su vezani za Gα kroz njihov  domen, ubrzavaju hidrolizu na oko ≈30 puta/sekundi. Ovo povećanje brzine od oko 1500 puta omogućava ćeliji da brzo odgovori na spoljašnje signale, i proizvodi prostornu rezoluciju usled ograničene količine sekundarnog glasnika koja se može generisati, kao i ograničenog rastojanja na koje se G-protein može pomeriti difuzijom tokom 0,03 sekunde. RGS proteini su uglavnom nespecifični u njihovoj sposobnosti da aktiviraju G proteine. Izbor RGS proteina koji učestvuje u datom signalnom putu je prvenstveno zavistan od tipa tkiva i GPCR receptora. RGS proteini imaju dodatnu funkciju povećanja brzine GTP-GDP razmene na GPCR receptorima, drugim rečima oni deluju poput GEF-a, čime dodatno doprinose povećanju rezolucije GPCR signalizacije.
GPCR receptori isto tako mogu da proizvedu homolognu desenzitizaciju. Do toga može doći na sledeće načine:
1. direktan rezultat dejstva liganda, pri čemu promena konformacije omogućava regrutovanje GRK kinaza koje fosforilišu razne serinske/treoninske ostatke na IL-3 i C-terminusnom repu. Nakon GRK fosforilacije, afinitet GPCR receptora za β-arestin (β-arestin-1/2 u većini tkiva) se povećava. Vezivanje β-arestina može da sterno onemogući spregu G-proteina. Oni isto takom mogu da iniciraju proces internalizacije receptora putem klatrinom posredovane endocitoze. Do desenzitizacije receptora na ovaj način može da dođe samo u prisustvu liganda, te se ona naziva homolognom desenzitizacijom[27]
2. afinitet za β-arestin se može povećati nezavisno od izlaganja ligandu i GRK posredovanja. Do toga dolazi putem fosforilacije različitih Ser/Thr mesta (takođe na IL-3 i -terminusnom repu) dejstvom PKC i PKA. Te fosforilacije su često dovoljne da ometu formiranje sprege sa G-proteinima.
3. mogu da fosforiluju GRK kinaze, što može da uzrokuje dalju fosforilaciju GPCR receptora i vezivanje β arestina. Taj proces je nezavistan od koncentracije liganda. Ova dva zadnja mehanizma omogućavaju desenzitizaciju GPCR receptora dejstvom drugih receptora (heterologna desenzitizacija). GRK kinize isto tako mogu da sadrže GAP domene i da tim putem doprinesu inaktivaciji, mehanizmom koji je nezavistan od kinaza. Javljaju se i kombinacija ovih mehanizama.

Nakon vezivanja β-arestina za GPCR, on podleže konformacionoj promeni koja mu omogućava da služi kao osnovni protein za adapterski kompleks pod nazivom -2, koji može da regrutuje protein klatrin. Ako dovoljan broj receptora u datoj lokalnoj oblasti regrutuje klatrin na ovaj način, oni formiraju agregate i membrana se deformiše ka unutrašnjosti ćelije kao rezultat interakcija između molekula klatrina u procesu opsonizacije. Kad je udubljenje jednom formirano, ćelijska membrana dejstvom dva druga proteina zvana amfifizin i dinamin, formira endocitoznu vezikulu. Nakon toga se adapterski molekuli i klatrin disociraju, i receptor se bilo vraća u proteinsku membranu, ili se razlaže lizozomima.
U bilo kojoj tački ovog procesa, β-arestini mogu da regrutuju druge proteine kao što su nereceptorska tirozinska kinaza (nRTK) i , koji mogu da iniciraju aktivaciju , ili drugih mitogenom aktiviranih proteinskih kinaza (MAPK). One prenose signal putem, na primer, fosforilacije malih GTP-aza, , ili direktnog regrutovanja proteina ERK kaskade (i.e., Raf-1, ERK-1/2) u kom slučaju se signalizacija inicira usled njihove prostorne kolokacije. Još jedna meta c-SRC kinaze su dinamin molekuli koji učestvuju u endocitozi. Dinamini se polimerizuju oko vrata ulazećih vezikula, i njihova fosforilacija c-SRC kinazom daje energiju koja je neophodna za konformacionu promenu kojom se ostvaruje finalno odvajanje od membrane.

### GPCR ćelijska regulacija
Desenzitizacija receptora je posredovana kombinacijom fosforilacije, vezivanja β-arestina, i endocitoze. Do umanjenog responsa dolazi kad se endozom koji sadrži receptor spoji sa lizozomom. Lizozomne membrane su bogate u protonskim pumpama te njihova unutrašnjost ima nizak pH (≈4.8 vs. pH≈7.2 citozola), što uzrokuje denaturaciju GPCR receptora. Dodatno, lizozomi sadrže mnoge degradativne enzime, uključujući proteaze, koje deluju samo na takvim niskim pH vrednostima, tako da može da dođe do razlaganja peptidnih veza GPCR receptora. Niz faktora uslovljava da li će receptor biti razložen ili vraćen u membranu. Neki od njih su tip receptora i magnituda signala.
GPCR regulacija je dodatno posredovana faktorima transkripcije gena. Ti faktori mogu da povećaju ili umanje izražavanje gena i tako uslove formiranje novih receptora (tzv. povećana ili umanjena regulacija).

## Oligomeracija receptora
Receptori spregnuti s G proteinom mogu da formiraju heteromere poput homo- i heterodimera kao i kompleksnije oligomerne strukture. Direktne receptor-receptor interakcije mogu da formiraju funkcionalne receptore od neaktivnih monomera. Pokazano je da je heterodimerizacija esencijalna za funkcionisanje receptora kao što su metabotropni GABA(B) receptori. Uloga oligomerizacija nije dovoljno razjašnjena. Smatra se da taj fenomen na izvestan način doprinosi farmakološkoj heterogenosti GPCR receptora. Ova tema se aktivno istražuje.
Eksperimentalno je pokazano da GPCR himere ili skraćeni fragmenti, koji su individualno neaktivni, poprimaju sposobnost vezivanja i signalizacije ako su izraženi u istoj membrani. Ovo zapažanje samo po sebi ne identifikuje ulogu oligomerizacije u GPCR funkciji, međutim ono demonstrira da receptor-receptor interakcije mogu da utiču na vezivanje agonista i interakcije sa G proteinima. Isto tako se može zaključiti da su međumolekulske interakcije jednako važne kao i intramolekulske interakcije koje direktno proizvode aktivaciju receptora.
Nakon objavljivanja ovih nalaza, znatan broj studija o GPCR dimerizaciji je sproveden. Uprkos tome razumevanje funkcionog značaja oligomerizacije je i dalje nepotpuno, a u nekim slučajevima i kontroverzno. Do ovog zaključka takođe su došli Terilon i Bouvier u nedavnom pregledu GPCR dimerizacije.
Najbolje ispitani primeri oligomeracije receptora su metabotropni GABAB receptori. Ti receptori se formiraju heterodimerizacijom GABABR1 i GABABR2 podjedinica. Izražavanje GABABR1 bez GABABR2 u heterolognim sistemima dovodi do zadržavanja te podjedinice u endoplazmatičnom retikulumu. Izražavanje samo GABABR2 podjedinice, međutim, dovodi do njenog izlaska na površini ćelije, međutim ona nije funkcionalna (i.e., receptor ne vezuje agonist, te ne inicira odgovor nakon izlaganja agonistu). Kad su obe podjedinice zajedno izražene funkcionalni receptori dospevaju na ćelijsku površinu. Pokazano je da GABABR2 vezivanje za GABABR1 uzrokuje maskiranje retencionog signala funkcionalnih receptora.
U ovom slučaju je utvrđeno da se strukturni zahtev nalazi u C-terminusu, gde postoji sekvenca sklona formiranju interakcija namotanog kalema. Ovo je u kontrastu s jednim drugim članom familije GPCR receptora, glutamatnim receptorom tipa 1, gde do dimerizacije dolazi na N-terminusu. Njegov veliki domen „muvolovke“ je strukturno sličan sa vezujućim domenom glutamatnih receptorskih kanala, gde oni formiraju stabilne oligomerne forme. Mada su ovi primeri specijalni slučajevi, postoje dokazi da se GPCR receptori dimerizuju da bi delovali kao molekulski pratioci, najčešće da bi katalizovali svoje sopstveno savijanje i transport do ćelijske površine. Dokazi su najdostupniji za familiju A GPCR receptora, npr. V2 vazopresinske receptore i hemokinski receptor .
Uloga dimerizacije u GPCR ontogenezi ne isključuje mogućnost da kad jednom receptor dosegne ćelijsku površinu, njegovo oligomerno stanje ne može da bude dinamički regulisano ligandom. Eksperimenti bazirani na  i bioluminescentnom energetskom transferu su pokazali da mnogi GPCR receptori postoje kao oligomeri, ili da su bar u blisko pakovanim klasterima, u membranama živih ćelija. Međutim, oni su marginalno doprineli poboljšanju razumevanja funkcionalne relevantnosti. Zapravo, pošto većina tih studija pokazuje da vezivanje agonista ne proizvodi znatnu promenu optičkog signala, može se zaključiti da su GPCR receptori konstitutivni dimeri i da se takva supramolekularna organizacija ne osujećuje stanjem aktivacije proteina. Iz brojnih FRET i BRET merenja proizlazi da ne dolazi ni do povećanja udela, niti do razgradnje dimerinog stanja, te da dimeri nisu neophodni za receptorom posredovanu aktivaciju G proteina. Alternativna interpretacija je da nema evidencije kojom bi se dokazalo da dimerni GPCR receptori nisu mandatorne strukture za ostvarivanje produktivne interakcije sa G proteinskim heterotrimerom. Strukturni i biohemijski dokazi sugerišu da vezivna površina G proteinskog trimera može da formira interakciju sa dimernim GPCR receptorom, mada se neka zapažanja mogu interpretirati kao indikacija da citosolni region monomernog GPCR receptora podleže znatnim konformacionim promenama nakon interakcije sa G proteinom. Nedavno su elegantni eksperimenti, koji su se sastojali od kombinacije masene spektrometrije nakon hemijskog povezivanja i neutronskog rasipanja u rastvoru, nedvosmisleno pokazali da je kompleks formiran između prečišćenog, aktiviranog leukotrienskog B4 receptora 1 i α2β1γ2 pentamerni sklop jednog dimernog receptora i heterotrimernog G proteina.

## Poreklo i diversifikacija superfamilije
Prenos signala posredovan GPCR superfamilijom datira iz doba pojave prvih oblika multicelularnosti. Nedavna istraživanja su pokazala da su GPCR receptori slični receptorima sisara prisutni u carstvu gljiva i da se mogu klasifikovati na osnovu GRAFS sistema koji je baziran na GPCR osobinama. Identifikacija članova superfamilije širom eukariotskog domena i upoređivanje specifičnih motiva je dovelo do zaključka da GPCR superfamilija ima zajedničko poreklo. Iz analize karakterističnih motiva sledi da su tri od pet GRAFS familija, rodopsinska, adheziona i uvojita, evoluirale iz Dictyostelium discoideum cAMP receptora pre razdvajanja Opisthokont taksona. Kasnije je sekretinska familija nastala iz adhezione receptorske familije, pre nego što su se odvojili nematodi.

## 
Novi GPCR koji sadrži lipidno kinazni domen je nedavno bio identifikovan kod organizma Dictyostelium discoideum. On reguliše indikaciju ćelijske gustine.

## Literatura
- Vassilatis DK, Hohmann JG, Zeng H, Li F, Ranchalis JE, Mortrud MT, Brown A, Rodriguez SS, Weller JR, Wright AC, Bergmann JE, Gaitanaris GA (2003). „The G protein-coupled receptor repertoires of human and mouse”. Proc Natl Acad Sci USA. 100 (8): 4903—8. Bibcode:2003PNAS..100.4903V. PMC 153653 . PMID 12679517. doi:10.1073/pnas.0230374100 .
- „A phylogenetic tree of all human GPCRs” (PDF). Архивирано из оригинала (PDF) 15. 09. 2019. г. Приступљено 11. 8. 2008.
- „GPCR Database”. IUPHAR Database. International Union of Basic and Clinical Pharmacology. Архивирано из оригинала 15. 09. 2008. г. Приступљено 11. 8. 2008.
- Vriend G, Horn F (29. 6. 2006). „GPCRDB: Information system for G protein-coupled receptors (GPCRs)”. Molecular Class-Specific Information System (MCSIS) project. Архивирано из оригинала 25. 04. 2019. г. Приступљено 11. 8. 2008.
- orijentacija proteina u membranama families/superfamily-6
- „GPCR Reference Library”. Приступљено 11. 8. 2008. „Reference for molecular and mathematical models for the initial receptor response”
- Ji, Tae H.; Grossmann, Mathis; Ji, Inhae (1998). „G protein-coupled receptors. I. Diversity of receptor-ligand interactions”. J. Biol. Chem. 273 (28): 17299—17302. PMID 9651309. doi:10.1074/jbc.273.28.17299 ..}-
- Gether, Ulrik; Kobilka, Brian K. (1998). „G protein-coupled receptors. II. Mechanism of agonist activation”. J. Biol. Chem. 273 (29): 17979—17982. PMID 9660746. doi:10.1074/jbc.273.29.17979 ..}-
- Pierce K.L., Premont R.T., Lefkowitz R.J. „Seven-transmembrane receptors”. Nat. Rev. Mol. Cell. Biol. 9: 639—50. 2002.
- Lefkowitz, Robert J.; Whalen, Erin J. (2004). „Beta-arrestins: traffic cops of cell signaling”. Curr. Opin. Cell Biol. 16 (2): 162—168. doi:10.1016/j.ceb.2004.01.001..}-
- Lefkowitz, Robert J.; Shenoy, Sudha K. (2005). „Transduction of receptor signals by beta-arrestins”. Science. 308 (5721): 512—517. Bibcode:2005Sci...308..512L. doi:10.1126/science.1109237..}-
- Fredriksson, R.; Schiöth, H. B. (2005). „The Repertoire of G-Protein–Coupled Receptors in Fully Sequenced Genomes”. Mol. Pharmacol. 67 (5): 1414—1425. PMID 15687224. doi:10.1124/mol.104.009001..}-
- Bruce Alberts; Alexander Johnson; Julian Lewis; Martin Raff; Keith Roberts; Peter Walter (2002). Molecular Biology of the Cell. New York: Garlard Science.  0815332181.
- Donald Voet; Judith G. Voet (2005). Biochemistry (3 изд.). Wiley. ISBN 9780471193500.

## Spoljašnje veze
- G-protein-coupled+receptors на 
- Receptori spregnuti s G proteinom - MAPK/Erk signalizacija
- GPCR Cell Line
- „GPCR Database”. IUPHAR Database. International Union of Basic and Clinical Pharmacology. Архивирано из оригинала 15. 09. 2008. г. Приступљено 22. 08. 2010.
- Vriend G, Horn F (29. 6. 2006). „GPCRDB: Information system for G protein-coupled receptors (GPCRs)”. Molecular Class-Specific Information System (MCSIS) project. Архивирано из оригинала 25. 04. 2019. г. Приступљено 22. 08. 2010.
- „G Protein-Coupled Receptors on the NET”. Архивирано из оригинала 23. 07. 2011. г. Приступљено 10. 11. 2010. „a classification of GPCRs”
- „PSI GPCR Network Center”. Архивирано из оригинала 25. 07. 2013. г. Приступљено 24. 08. 2018. „a Protein Structure Initiative:Biology Network Center aimed at determining the 3D structures of representative GPCR family proteins”